# Монтиньи-сюр-Об (кантон)
Монтиньи-сюр-Об (фр. Montigny-sur-Aube) — кантон во Франции, находится в регионе Бургундия. Департамент кантона — Кот-д’Ор. Входит в состав округа Монбар. Население кантона на 2006 год составляло 2329 человек.
Код INSEE кантона — 2122. Всего в кантон Монтиньи-сюр-Об входят 16 коммун, из них главной коммуной является Монтиньи-сюр-Об.

## Коммуны кантона
- Отрикур — население 121 чел.
- Белан-сюр-Урс — население 269 чел.
- Биссе-ла-Кот — население 100 чел.
- Будревиль — население 65 чел.
- Брион-сюр-Урс — население 223 чел.
- Курбан — население 163 чел.
- Жевроль — население 160 чел.
- Грансе-сюр-Урс — население 203 чел.
- Ла-Шом — население 128 чел.
- Ле-Гуль — население 15 чел.
- Линьероль — население 56 чел.
- Луэм — население 115 чел.
- Монтиньи-сюр-Об — население 322 чел.
- Рьель-лез-О — население 74 чел.
- Туар — население 82 чел.
- Вёксоль-сюр-Об — население 233 чел.